# Zbu
Le zbu (ou showu, ribu) est une langue tibéto-birmane parlée dans la province de Sichuan en République populaire de Chine.

## Localisation géographique
Le zbu est parlé dans le Xian de Barkam rattaché à la préfecture autonome tibétaine et qiang d'Aba.

## Classification
Le zbu forme aux côtés du japhug, du tshobdun et du situ les langues rgyalrong, un sous-groupe rattaché aux langues na-qianguiques.

## Sources
- Gong,  Xun 2014, The personal agreement system of Zbu Rgyalrong (Ngyaltsu Variety), Transactions of the Philological Society Volume 112:1, p. 44–60